# Оково
Оково — упразднённая в 1976 году деревня в Судогодском районе Владимирской области России. Входила на год упразднения в Мошокский сельсовет. Ныне территория Мошокского сельского поселения.

## Топоним
Изначально Поросятево, затем Поросятьево.
Решением Владимирского облисполкома № 1091 от 23.09.1965 переименована в д. Залесная. Через год Решением Владимирского облисполкома № 151 от 14.02.1966 переименована в д. Оково.

## История
Согласно справочнику «VI. Владимирская губерния. Список населенных мест по сведениям 1859 года», Поросятево — владельческая деревня, при колодцах, по правую сторону почтового тракта из г. Владимира в г. Муром.
До революции деревня в составе 2-го стана Мошенской волости Судогодского уезда.
Упразднена как фактически не существующий населённый пункт Решением Владимирского облисполкома № 976 от 20.09.1976.

## Население
В 1859 году в 31 дворе проживали	86 мужчин,	106 женщин.
В 1905 году 193 жителя.